# Basitropis pallida
Basitropis pallida là một loài bọ cánh cứng thuộc chi Basitropis, trong họ Anthribidae. Loài này được |Blackburn mô tả khoa học lần đầu tiên năm 1900.